# Gare de Vienne-Franz-Josefs
La gare de Vienne-Franz-Josef (en allemand : Bahnhof Wien Aspern Nord) est une halte ferroviaire de la Ligne de l'Est de Marchegg (de). Elle est située dans le quartier de Alsergrund à Vienne en Autriche.

## Histoire
Le premier bâtiment fut construit entre 1872 et 1878. En 1891, la gare est agrandie et son bâtiment principal est rénové avec notamment l'arrivée de l'électricité.
En 1907 la gare est reliée au Tramway de Vienne, a la gare de l'ouest, la gare Vienne Nord-Ouest et à Vienne-Praterstern.

La gare de Vienne-Franz-Josefs
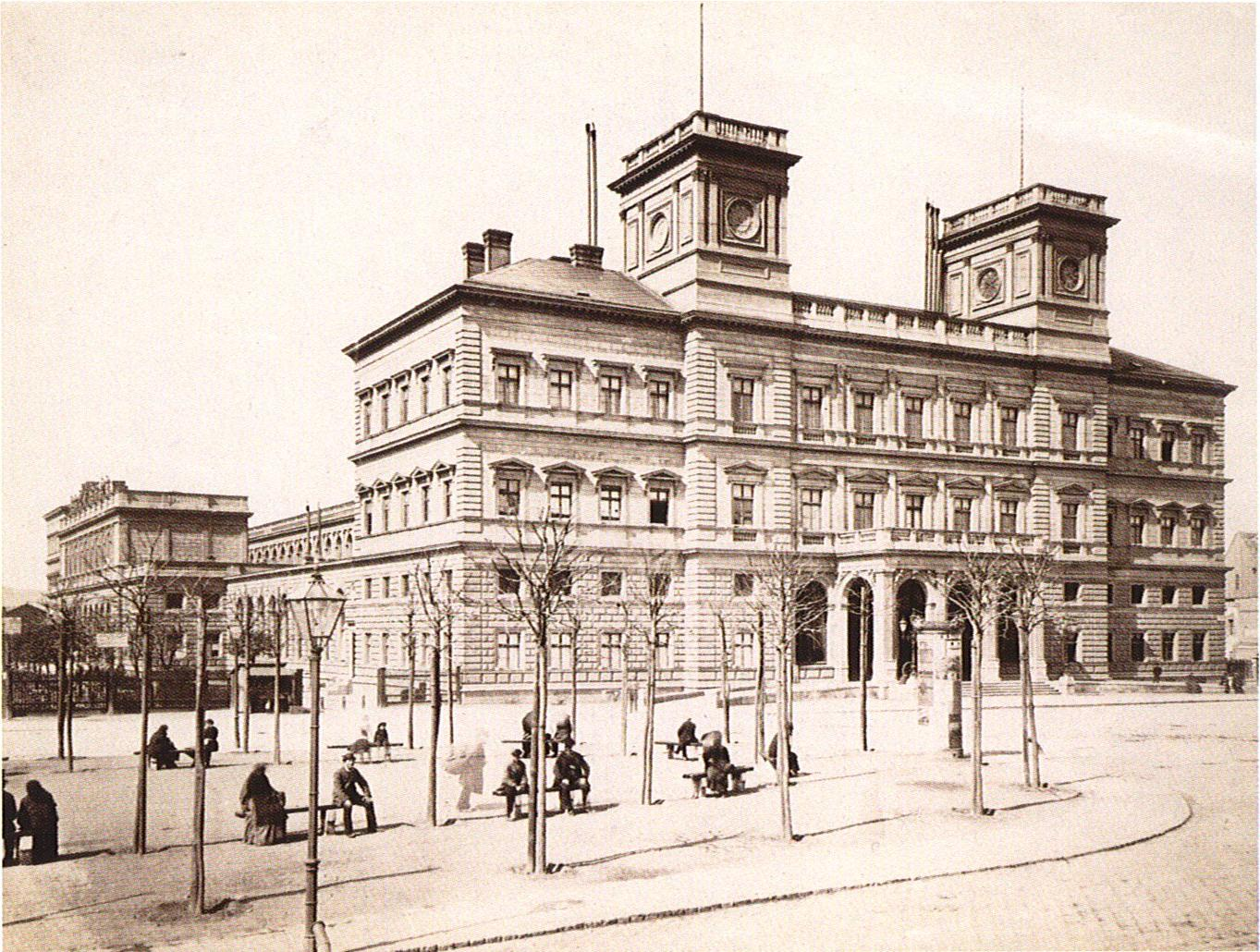
En 1880.
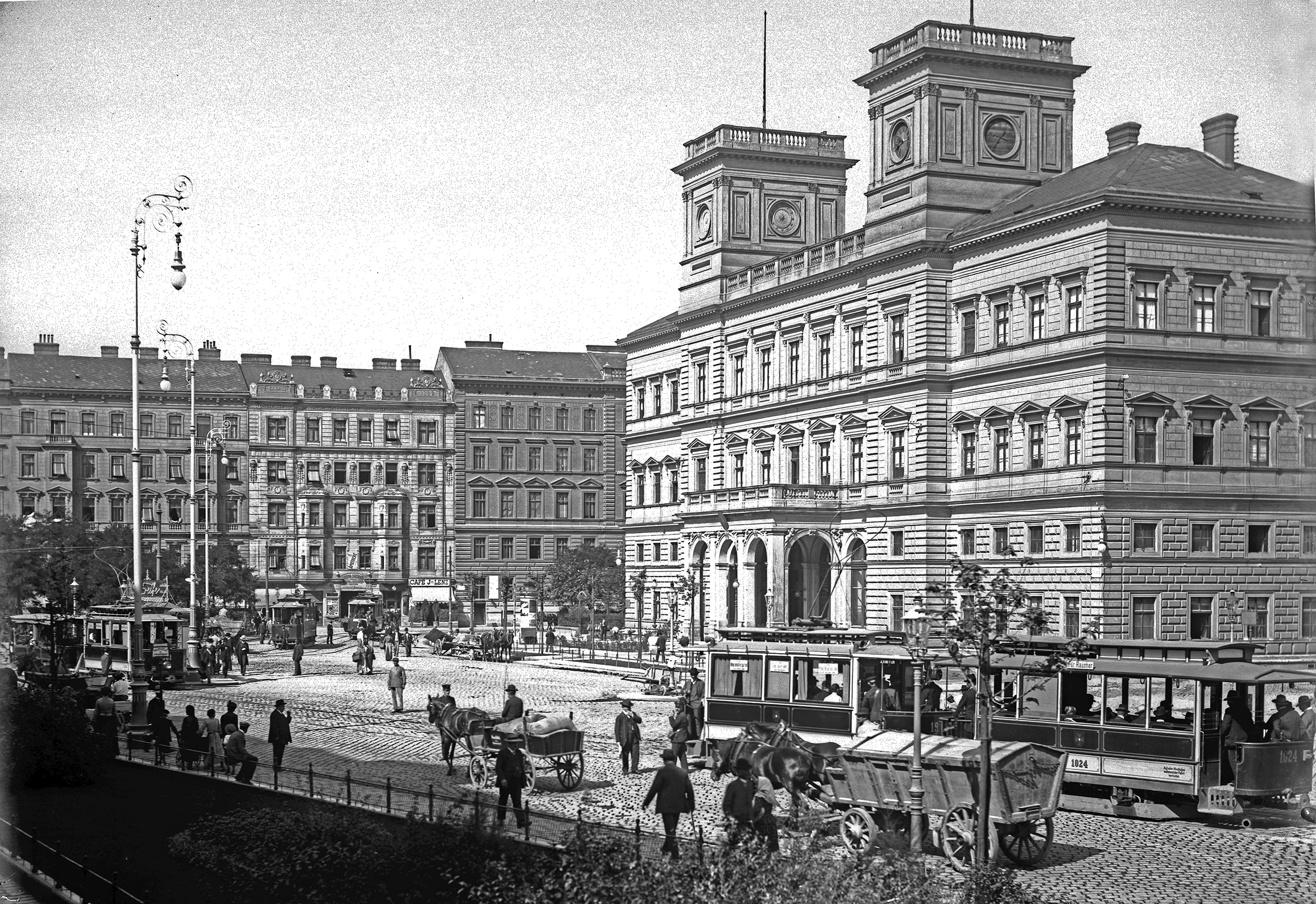
En 1905.
En 1932.

Le bâtiment d'origine est détruit en avril 1945, il fut remplacé par une structure provisoire démolie en 1974. Le nouveau hall fut inauguré en 1978 qui est surmonté par la bibliothèque de l'université finie en 1995.

## Service des voyageurs

### Desserte
C'est une gare en cul-de-sac, terminus de S-Bahn de Vienne et du train Vindobona.

Installations et desserte
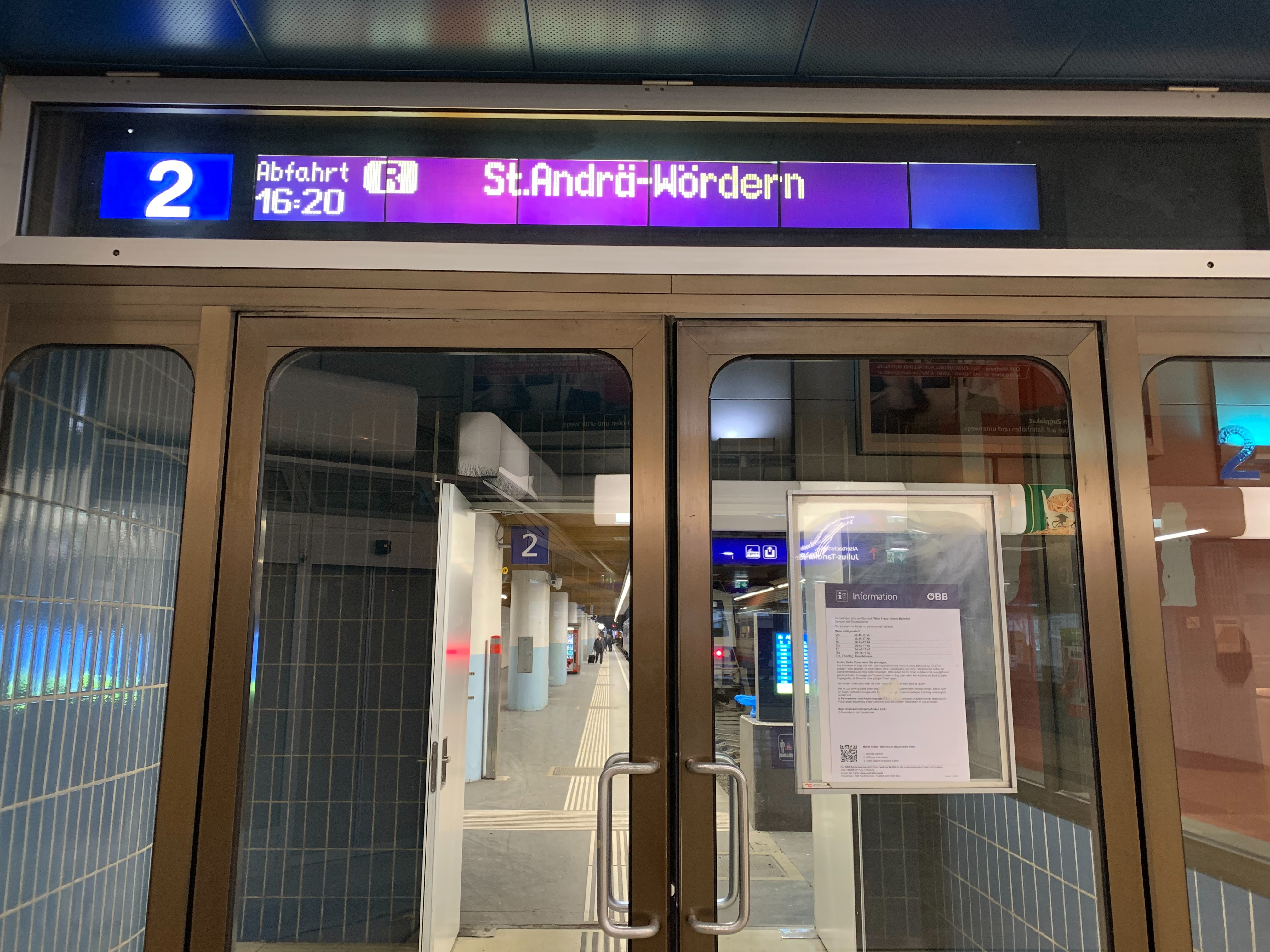
En 2021
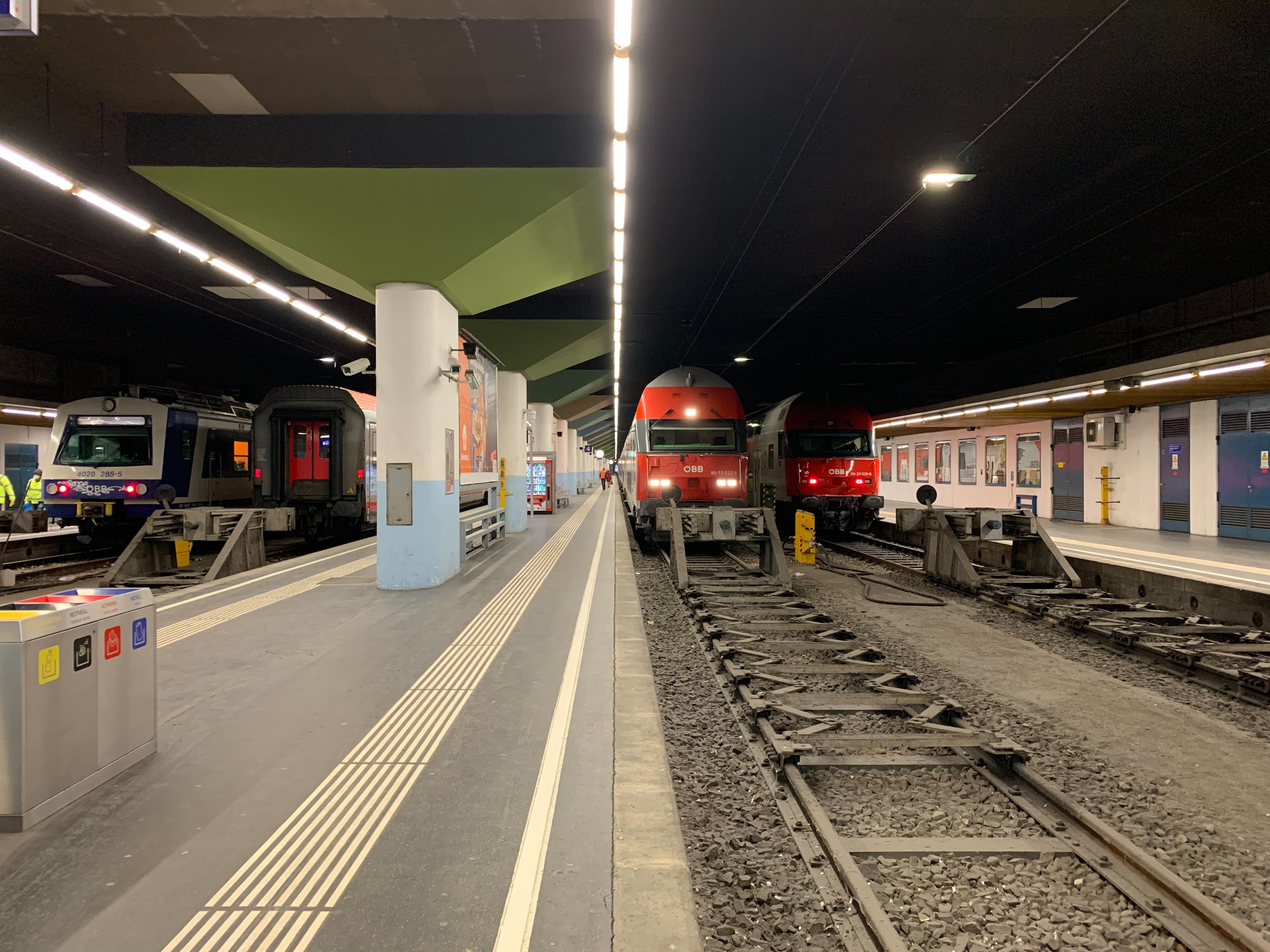
En 2021.
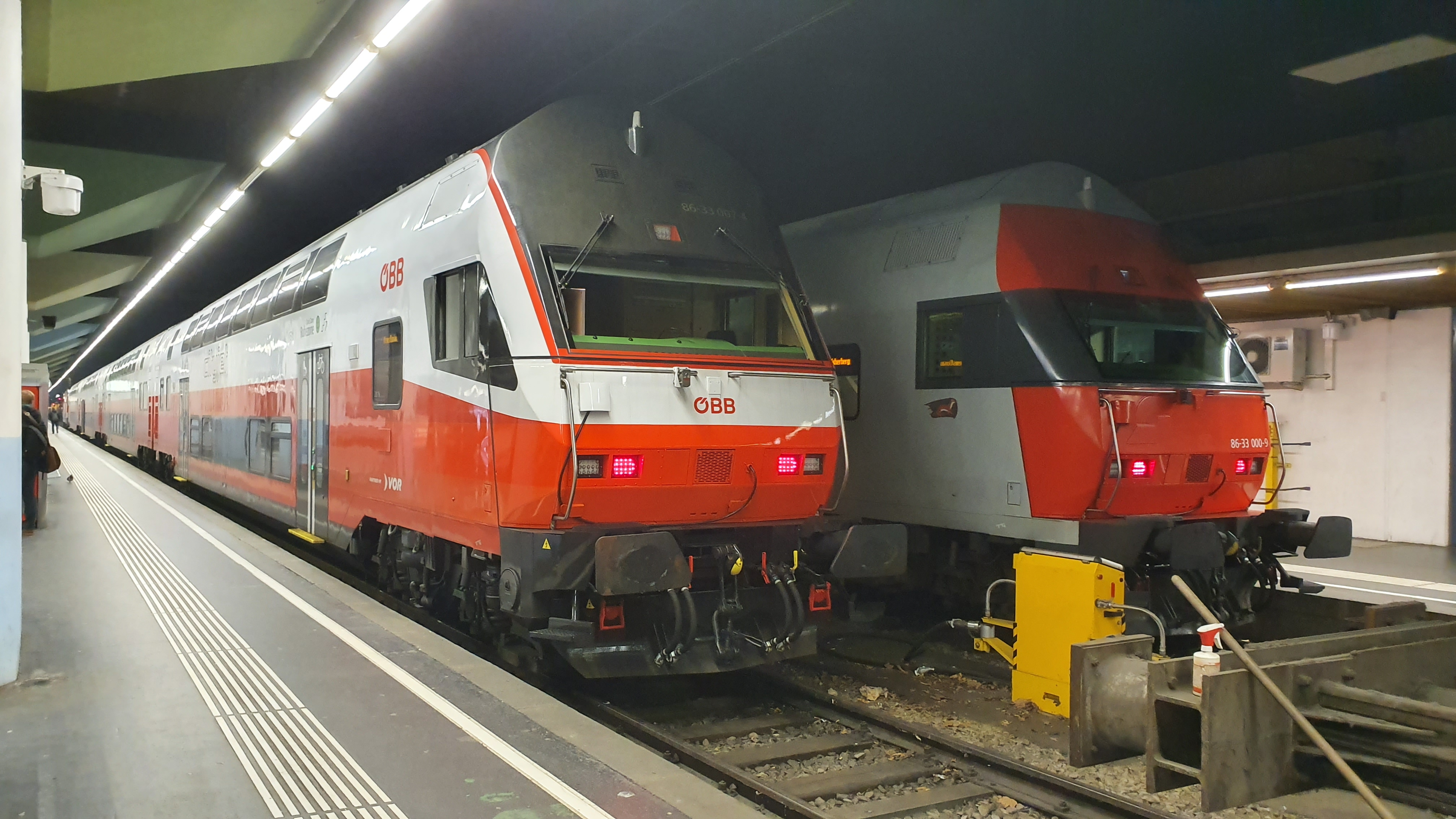
En 2020.